# Peromyia mica
Peromyia mica är en tvåvingeart som beskrevs av Boris Mamaev och Zaitzev 1998. Peromyia mica ingår i släktet Peromyia och familjen gallmyggor.
Artens utbredningsområde är Italien. Inga underarter finns listade i Catalogue of Life.